# Teodoro Fernández Larrañaga

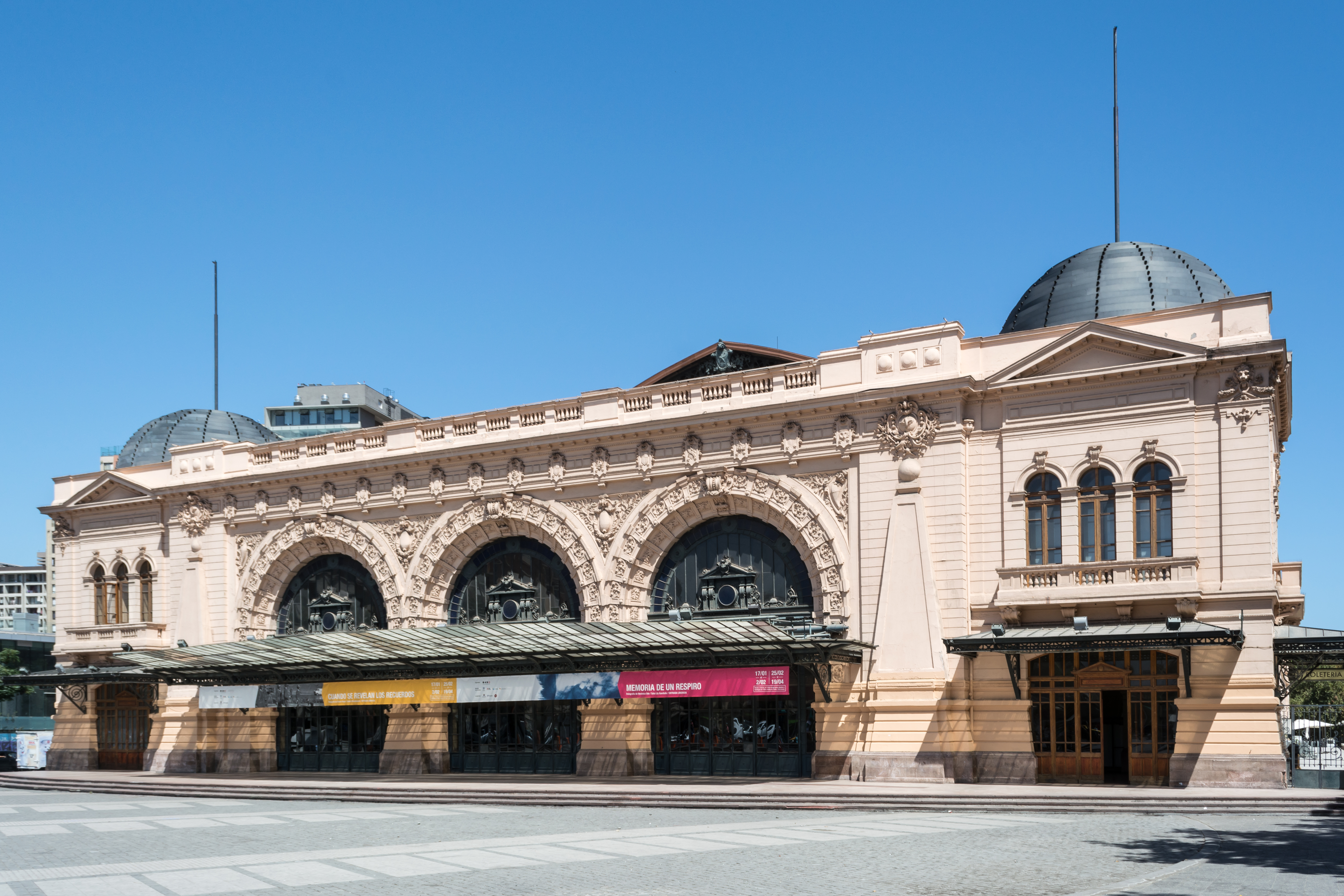
Centro Cultural Estación Mapocho.

Teodoro Fernández Larrañaga (San Sebastián, España, 11 de abril de 1948) es un arquitecto y paisajista de la Universidad Católica de Chile, especialmente dedicado a proyectos de vivienda social, arquitectura universitaria y arquitectura civil. En 2014 recibió el Premio Nacional de Arquitectura.

## Vida
Teodoro Fernández nació en España en la ciudad de San Sebastián para luego emigrar a Chile cuando era muy pequeño junto a sus padres y hermanos. Realizó sus estudios escolares en el Colegio Hispano Americano de la orden religiosa de los Padres Escolapios.
Entró a estudiar arquitectura en la Pontificia Universidad Católica de Chile de donde egresaría el año 1972, para luego trasladarse a Madrid para continuar con sus estudios. Dictó clases como profesor en la Universidad del Desarrollo, Universidad de Concepción, Universidad Ricardo Palma de Lima y la Universidad Nacional de La Plata en Argentina. Actualmente dicta clases como profesor titular en la Universidad Católica de Chile.

## Obras

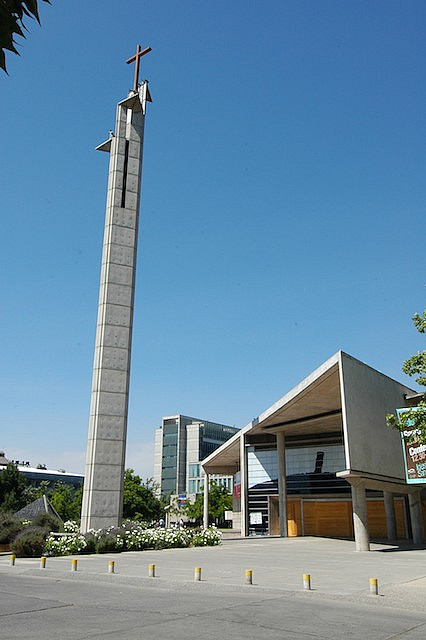
Templo del Sagrado Corazón.

Algunas obras arquitectónicas de su autoría son:
- Centro Cultural Estación Mapocho (Santiago) Remodelación junto a Montserrat Palmer, Rodrigo Pérez de Arce y Ramón López.
- Parque Inés de Suárez (Providencia)
- Parque Bicentenario (Vitacura)
- Patio del Centro de Extensión PUC (Santiago)
- Edificio José Luis del Río Rondanelli PUC (Macul)
- Facultad de Comunicaciones PUC (Santiago)
- Templo del Sagrado Corazón PUC (Macul)
- Scuola Italiana Vittorio Montiglio (Las Condes) entre otros.
- Cementerio de la Santísima Trinidad de la Recoleta.
- Remodelación de la Quinta Normal
- Edificio Moneda Bicentenario
- Parque Kaukari (Copiapó)
- Edificio del Ministerio de Obras Públicas en La Serena
- Remodelación del estadio Fiscal de Talca
- Parque Metropolitano Borde Costero Antofagasta

## Premios
- Premio "Fermín Vivaceta" (2002)
- Reconocimiento a la Excelencia Académica (2008)
- Premio Internacional Reina Sofía de Patrimonio Cultural por Centro Cultural Estación Mapocho (2008)
- Gran Medalla AOA (2013)
- Premio Nacional de Arquitectura (2014)
- Miembro de Honor del American Institute of Architects (Hon. FAIA), Estados Unidos. (2016)